# Леопольд Сонді
Леопольд Сонді (нім. Leopold Szondi, угор. Szondi Lipót; 11 березня 1893, Нітра, Австро-Угорщина — 24 січня 1986, Кюснахт, Швейцарія) — угорський психіатр. Відомий як засновник долеаналізу — одного із напрямків глибинної психології, та творець тесту Сонді.
Сонді Леопольд народився 11 березня 1893 року у місті Нітра, Австро-Угорщина (тепер Словаччина) у єврейській родині, яка говорила німецькою та словацькою мовами.
1929 року у нього народився син Петер, німецький філолог. В 1935 році Леопольд Сонді розробив невербальний проективний тест особистості.
У червні 1944 року Сонді із сім'єю було депортовано до концентраційного табору Берґен-Бельзен потягом Кастнера. Його було звільнено у грудні 1944 року, коли 1700 американських інтелектуалів заплатили Адольфу Айхману викуп. Він виїхав до Швейцарії і там залишився жити та працювати.
Леопольд Сонді помер 24 січня 1986 року у місті Кюснахт, Швейцарія. Сонді знайшов свій останній спочинок на кладовищі Флунтерн у Цюріху. У могилі також поховані його дружина Ілона «Лілі» Лівія, уроджена Радваній (1902-1986), їхній син Петер (1929-1971) та дочка Віра (1928-1978), яка була лікарем.
Біографія Леопольда Сонді, написана Бюрги-Майєром, містить докладний опис життя Сонді, проте деякі наведені факти, спростовуються найближчими соратниками Сонді. Зокрема, учень Леопольда Сонді Фрід'юнг Юттнер стверджує, що Сонді помер у власному будинку, а не в будинку для літніх людей

## Наукова діяльність

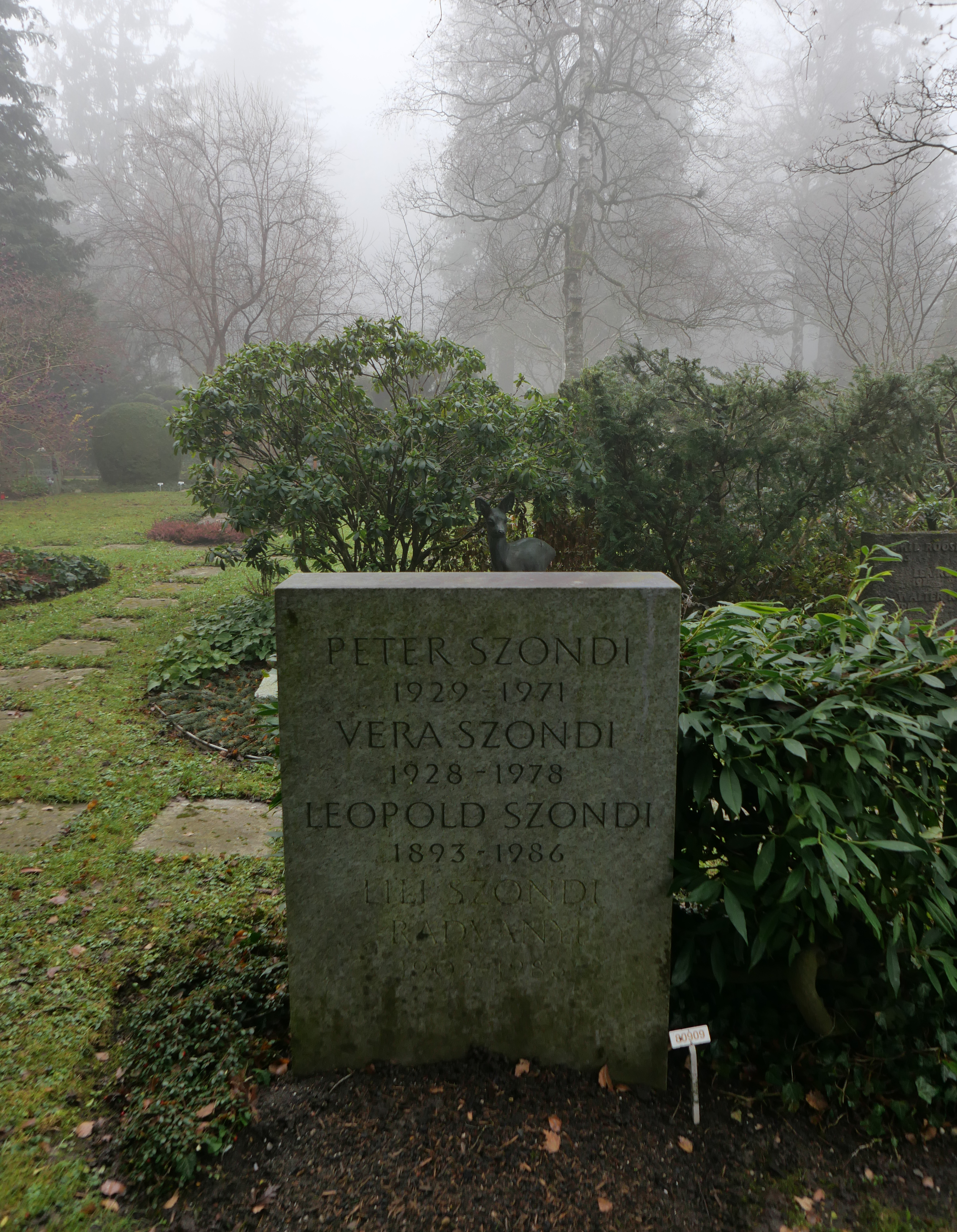
Сімейна могила.

Одним з основних понять концепції долеаналіза вважається родове (сімейне) несвідоме. Незважаючи на те, що Леопольд Сонді в своїх працях не торкається поняття «пам'ять», «проблеми пам'яті», однак згідно з сучасними дослідженнями в області пам'яті людини, родове несвідоме, яке відрізняється від інших видів несвідомого своїм змістом і призначенням, визначає структуру пам'яті людини

## Книги
Серед бібліографії Леопольда Сонді слід виділити п'ять фундаментальних праць, оскільки саме в них описані всі положення концепції психології долі:
1. «Я-аналіз» (1956)
2. «Підручник експериментальної діагностики потягів» (1960 (2-е видання))
3. «Долеаналіз» (1944, 1948, 1965)
4. «Долеаналітична терапія» (1963)
5. Патологія потягів (1952).

## Виноски
1. 1 2 3  Deutsche Nationalbibliothek Record #118620371 // Gemeinsame Normdatei — 2012—2016.
2. 1 2  Bibliothèque nationale de France BNF: платформа відкритих даних — 2011.
3. 1 2  Loacker N., Hänsli C. Where Zurich Comes to Rest - The Cemeteries of the City of Zurich — Zürich: Orell Füssli, 1998. — S. 288. — ISBN 3-280-02809-4
4. 1 2  http://www.leopold-szondi.ch/biografie.html
5. ↑  Enikő Gyöngyösiné Kiss. Personality and the Familial Unconscious in Szondi's Fate-Analysis (PDF). Архів оригіналу (PDF) за 10 вересня 2016. Процитовано 19 квітня 2019.
6. ↑  Мальцев О.В. (31.07.2018). Підсумки наукового марафону «Проблеми історії». oleg-maltsev.com (рос.). Архів оригіналу за 9 грудня 2018. Процитовано 10 грудня 2018.
7. ↑  Мальцев О.В. (19.07.2018). Занурення в пам'ять. oleg-maltsev.com (укр.). Архів оригіналу за 4 грудня 2018. Процитовано 5 грудня 2018.
8. ↑  Мальцев О.В. (02.08.2018). Хто заснував судьбоаналіз. oleg-maltsev.com (рос.). Архів оригіналу за 15 грудня 2018. Процитовано 12 грудня 2018.